# Stvolová
Stvolová (en allemand : Stwolowa) est une commune du district de Blansko, dans la région de Moravie-du-Sud, en République tchèque. Sa population s'élevait à 164 habitants en 2020.

## Géographie
Stvolová et arrosée par la Svitava et se trouve à 6 km au nord-nord-ouest de Letovice, à 20 km au sud-sud-est de Svitavy, à 27 km au nord-nord-ouest de Blansko, à 45 km au nord de Brno et à 161 km à l'est-sud-est de Prague.
La commune est limitée par Študlov et Rozhraní au nord, par Letovice à l'est et au sud, par Skrchov au sud-est, par Lazinov au sud, et par Křetín et Prostřední Poříčí à l'ouest.

## Histoire
La première mention écrite de la localité date de 1320.

## Administration
La commune se compose de trois quartiers :
- Skřib
- Stvolová
- Vlkov